# Monastère de Lepčince
Le monastère de Lepčince (en serbe cyrillique : Манастир Светог Пантелејмона у Лепчинцу ; en serbe latin : Manastir Svetog Pantelejmona u Lepčincu) est un monastère orthodoxe serbe situé à Lepčince, dans le district de Pčinja et sur le territoire de la ville de Vranje en Serbie. Il est inscrit sur la liste des monuments culturels protégés de la république de Serbie (identifiant no SK 2057),.
Le monastère est un métoque du monastère de Prohor Pčinjski. Il abrite aujourd'hui une communauté de religieuses,.

## Présentation
Le monastère de Lepčince, dédié à saint Pantaléon, connu pour ses dons de médecin et de guérisseur, remonte probablement au XIVe siècle, à l'époque du roi Stefan Milutin. L'église mesure 11,50 m de long, 2,60 m de large et 3,25 m de haut ; on sait que jusqu'en 1927-1928, elle était couverte d'un toit de chaume.
Le monastère a été abandonné de 1952 à 1992 ; en 1993, il a été renouvelé par l'archimandrite Pajsije Tanasijević, l'higoumène du monastère de Hilandar puis de celui de Prohor Pčinjski.
En plus de l'église et son clocher, l'ensemble monastique comprend deux konaks, l'un pour les religieuses, l'autre pour les invités, et un « ambar » qui sert de boutique de souvenirs.